# Replots församling

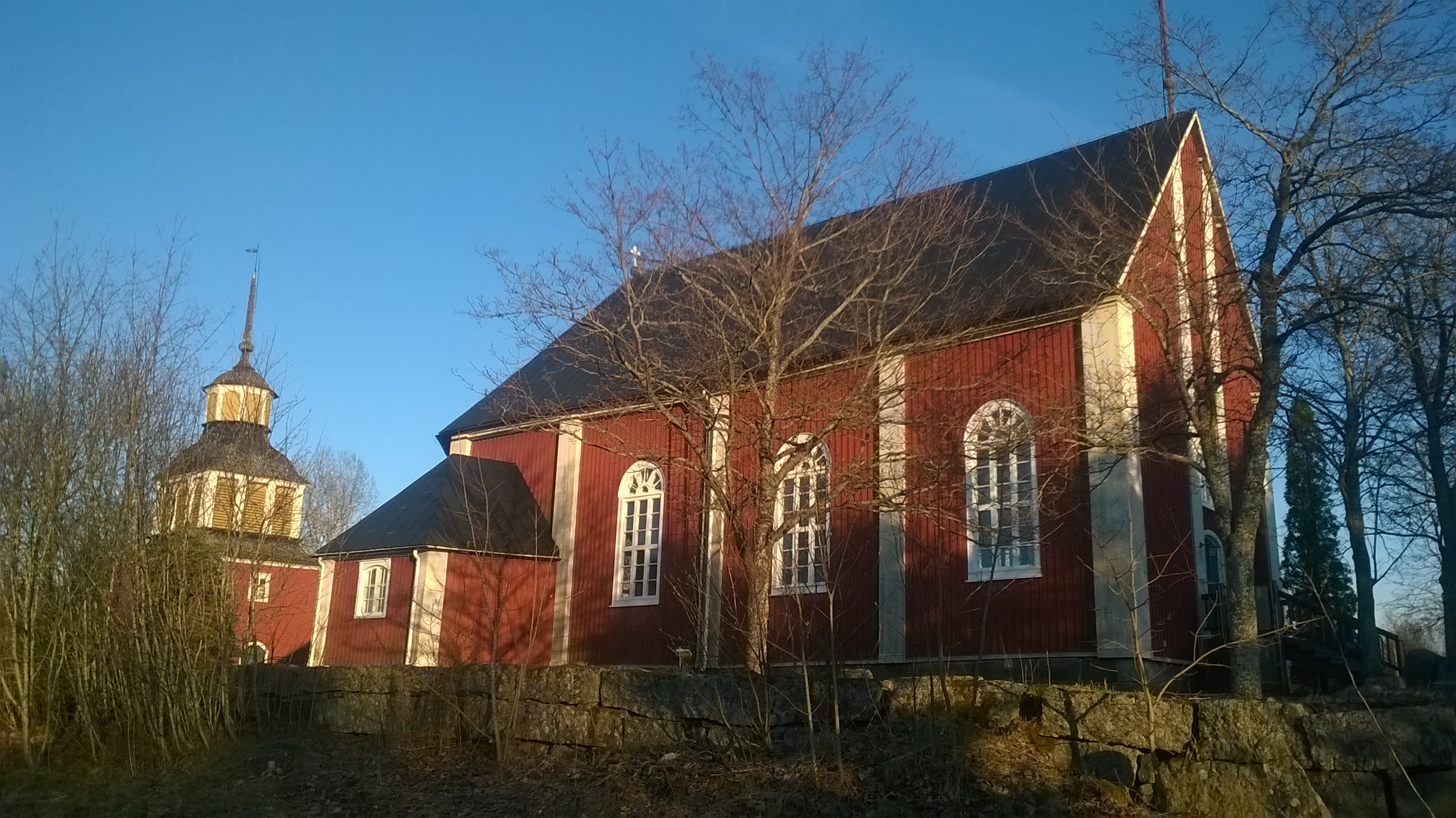
Replot kyrka

Replots församling är en församling i Korsholms prosteri inom Borgå stift i Evangelisk-lutherska kyrkan i Finland. Till församlingen hör 1 635 kyrkomedlemmar (08/2018) bosatta i de tidigare kommunerna Björköby och Replot som uppgick i Korsholm 1973.
Församlingen använder Replot kyrka (1781) och Björköby kyrka (1859).
Kyrkoherde 